# Karl-Otto Apel
Karl-Otto Apel (Düsseldorf, 1922. március 15. – Niedernhausen, 2017. május 15.) német filozófus.

## Életpályája
Diákkora óta ismerte és jó barátságban volt Habermassal. 1950-ben szerezte meg a doktori fokozatot Bonnban, és 1961-ben habilitált Mainzban A nyelv fogalma a humanista tradícióban Dantétól Vicóig c. dolgozatával. A filozófia professzora lett előbb Kielben, majd Saarbrückenben és 1972-től Frankfurtban. 
1970-es évek elején a Transformation der Philosophie című kétkötetes tanulmány-gyűjteményében megfogalmazta a diskurzusetika programját. 

## Művei
- Analytic Philosophy of Language and the Geisteswissenschaften (1967)
- Hermeneutik und Ideologiekritik (1971)
- Sprache, Brücke und Hindernis (1972)
- Dialog als Methode (1972)
- Transformation der philosophie: Sprachanalytik, Semiotik, Hermeneutik (1973)
- Transformation der philosophie: Das Apriori der Kommunikationsgemeinschaft (1976)
- Sprachpragmatik und philosophie (1976)
- Neue Versuche über Erklären und Verstehen (1978)
- Die Erklären/Verstehen-Kontroverse in Transzendentalpragmatischer Sicht (1979)
- Towards a Transformation of Philosophy (1980 & 1998)
- Charles S. Peirce: From Pragmatism to Pragmaticism (1981)
- Understanding and Explanation: A Transcendental-Pragmatic Perspective (1984)
- La comunicazione umana (1985)
- Diskurs und Verantwortung: Das Problem des Übergangs zur Postkonventionellen Moral (1988)
- Towards a Transcendental Semiotics: Selected Essays (1994)
- Ethics and the Theory of Rationality: Selected Essays (1996)
- Filosofia analitica e filosofia continentale (1997)
- From a Transcendental-Semiotic Point of View (1998)
- Mercier Lectures: "The Response of Discourse Ethics to the Moral Challenge of the Human Situation As Such, Especially Today" (2001)
- Fünf Vorlesungen über Transzendentale Semiotik als Erste Philosophie und Diskursethik (2002)
- Diskursethik und Diskursanthropologie (2002)
- Paradigmen der Ersten Philosophie: Zur reflexiven – transzendentalpragmatischen – Rekonstruktion der Philosophiegeschichte (2011)
- Transzendentale Reflexion und Geschichte (2017)

### Magyarul megjelent írásai
- Két erkölcsfilozófiai tanulmány (Áron, 1992); különlenyomat a Magyar Filozófiai Szemle 1992/3-4. számából
- A transzcendentálpragmatikai diskurzuselmélet. Előadások és vitairatok, 1986–1998; L'Harmattan–Könyvpont, Budapest, 2015 (Kritikai elméletek sorozat) ISBN 978 963 41 40 31 3

#### Cikkek
- Utópia-e az ideális kommunikációs közösség etikája? Az etika, az utópia és az utópia-kritika viszonyáról. In: Magyar Filozófiai Szemle, 1992. (36. évf.) 3–4. sz. 491–526. old.
- A diskurzus-etika határain? In: Magyar Filozófiai Szemle, 1992. (36. évf.) 3-4. sz. 527–556. old.
- A „nyelvanalitikus” filozófia kibontakozása és a „szellemtudományok” problémája. In: Magyar Filozófiai Szemle, 1995. (39. évf.) 5–6. sz. 873–930. old.
- Wittgenstein és Heidegger. A lét értelme és a metafizika értelmetlensége. In: Kortárs német filozófusok (KLTE, Debrecen, 1997) 128–193. o.
- Wittgenstein és a hermeneutikai megértés problémája. In: Kortárs német filozófusok (KLTE, Debrecen, 1997) 194–247. o.
- Első filozófia – ma? In: Magyar Filozófiai Szemle, 51 évf. (2007) 3–4. sz. 375–454. old.
- Az angol-amerikai „kommunitarizmus” programja a diskurzusetika perspektívájából: Melyek a posztkonvencionális ész-személy identitásának lehetőségfeltételei? In: Fordulat, 2012. (5. évf.) 19. sz. (Fordította: Weiss János) 152–170. old.